# Wadym Sobko
Wadym Mykołajowycz Sobko, ukr. Вадим Миколайович Собко, ros. Вадим Николаевич Собко, Wadim Nikołajewicz Sobko (ur. 22 kwietnia?/5 maja 1912 w Moskwie, zm. 12 września 1981 w Kijowie) – radziecki pisarz, laureat Nagrody Stalinowskiej (1951), podpułkownik (1949). 

## Życiorys
Syn żołnierza zawodowego. W 1930 roku ukończył szkołę zawodową, w 1939 roku fakultet filologiczny Kijowskiego Uniwersytetu Państwowego. 
Zaczął publikować swoje prace w 1930 roku. W latach 1930–1934 pracował jako ślusarz w Charkowskiej Fabryce Traktorów. Popularność przyniosła mu trylogia „Zoriani kryła” (1937–1950).
Od 1940 był członkiem WKP(b). W czerwcu 1941 wstąpił do RChACz; brał udział w działaniach bojowych. Współpracował z gazetami 9 Armii „Zaszczitnik Rodiny” i 5 Armii Uderzeniowej „Sowietskij bojec”. Podczas szturmowania Berlina został ciężko ranny. 
Był autorem dużej liczby artykułów i reportaży, trylogii Szlach zori (powieści Krow Ukrajiny, 1943; Kawkaz, 1946; Wohoń Stalinhrada, 1947), powieści Dałekyj front (1948), Biłe połumja (1952), Stadion (1954), Rękojmia pokoju (1965, oryg. Zaporuka myru), Madonna (1973), Naholnyj kriaż (1974), sztuki Za drugim frontem (1949, oryg. Za druhym frontom), opowiadania Czwarta kompania (1965, oryg. Czetwerta rota) i innych. 
W latach 1946–1947 pracował w redakcji gazety armijnej, w latach 1947–1949 jako szef wydziału kultury gazety „Sowietskoje słowo” przy Radzieckiej Administracji Wojskowej w Berlinie. 
W 1949 roku został zdemobilizowany.